# Skillingaryds kyrka

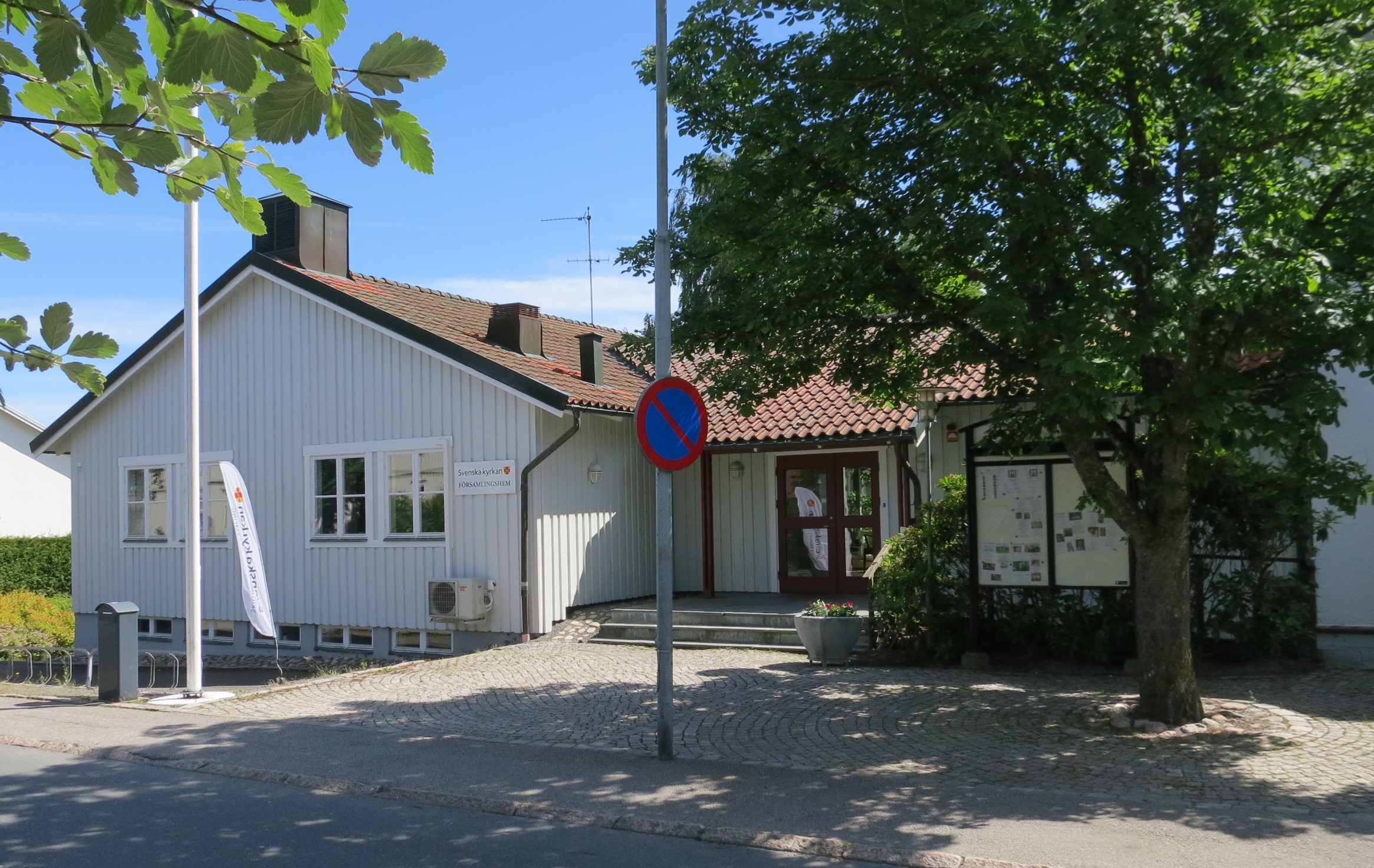
Församlingshemmet

Skillingaryds kyrka en kyrkobyggnad som tillhör Skillingaryds församling i Växjö stift. Kyrkan ligger i samhället Skillingaryd i Vaggeryds kommun.

## Kyrkobyggnaden
Kyrkan uppfördes 1941 efter ritningar av arkitekt Paul Boberg och skulle enligt ursprungsplanerna användas som församlingshem. Men byggnaden invigdes till kyrka andra söndagen i advent 1941 av biskop Yngve Brilioth. En renovering av kyrkan genomfördes 1981.
I koret finns en al secco-målning utförd av konstnär Torsten Hjelm. Målningen utfördes 1941 och genomgick därefter en del förändringar. Sitt slutliga utseende fick målningen 1981 genom samme konstnär. Målningen visar Jesu missionsbefallning.

## Inventarier
- Nuvarande altare invigdes 1992. Altaret är byggt av lutad furu som har såpbehandlats. Ritningarna är gjorda av möbelarkitekt Nils-Göran Gustafsson, Skillingaryd.
- Dopfunten av ek är tillverkad av bildhuggare Erik Sand i Strängnäs. 1942 invigdes funten. Tillhörande dopskål av silver är smidd 1942 av silversmed Oskar Arnold Karlström.
- Ett votivskepp hänger över ingången till sakristian. Skeppet är tillverkat av Konrad Walther och överlämnades till kyrkan 1981.

### Orgel
- Läktarorgeln är byggd 1950 av John Grönvall orgelbyggeri, Lilla Edet. Orgeln är pneumatisk och har fria och fasta kombinationer. För orgeln finns även en registersvällare.

| Huvudverk I   | Svällverk II      | Pedal       | Koppel |
| Principal 8’  | Rörflöjt 8’       | Subbas 16’  | I/P    |
| Gedackt 8’    | Salicional 8'     | Koralbas 4’ | II/P   |
| Oktava 4’     | Voix Celeste 8’   |             | II/I   |
| Oktava 2’     | Gemshorn 4'       |             |        |
| Mixtur 3-4 ch | Nasard 2 2/3'     |             |        |
|               | Blockflöjt 8'     |             |        |
|               | Ters 1 3/5'       |             |        |
|               | Crescendosvällare |             |        |

- I koret finns en orgel med 18 stämmor och två manualer. Orgeln är byggd av Västbo Orgelbyggeri och invigd 1991. Tidigare läktarorgel är tagen ur bruk.

## Bilder

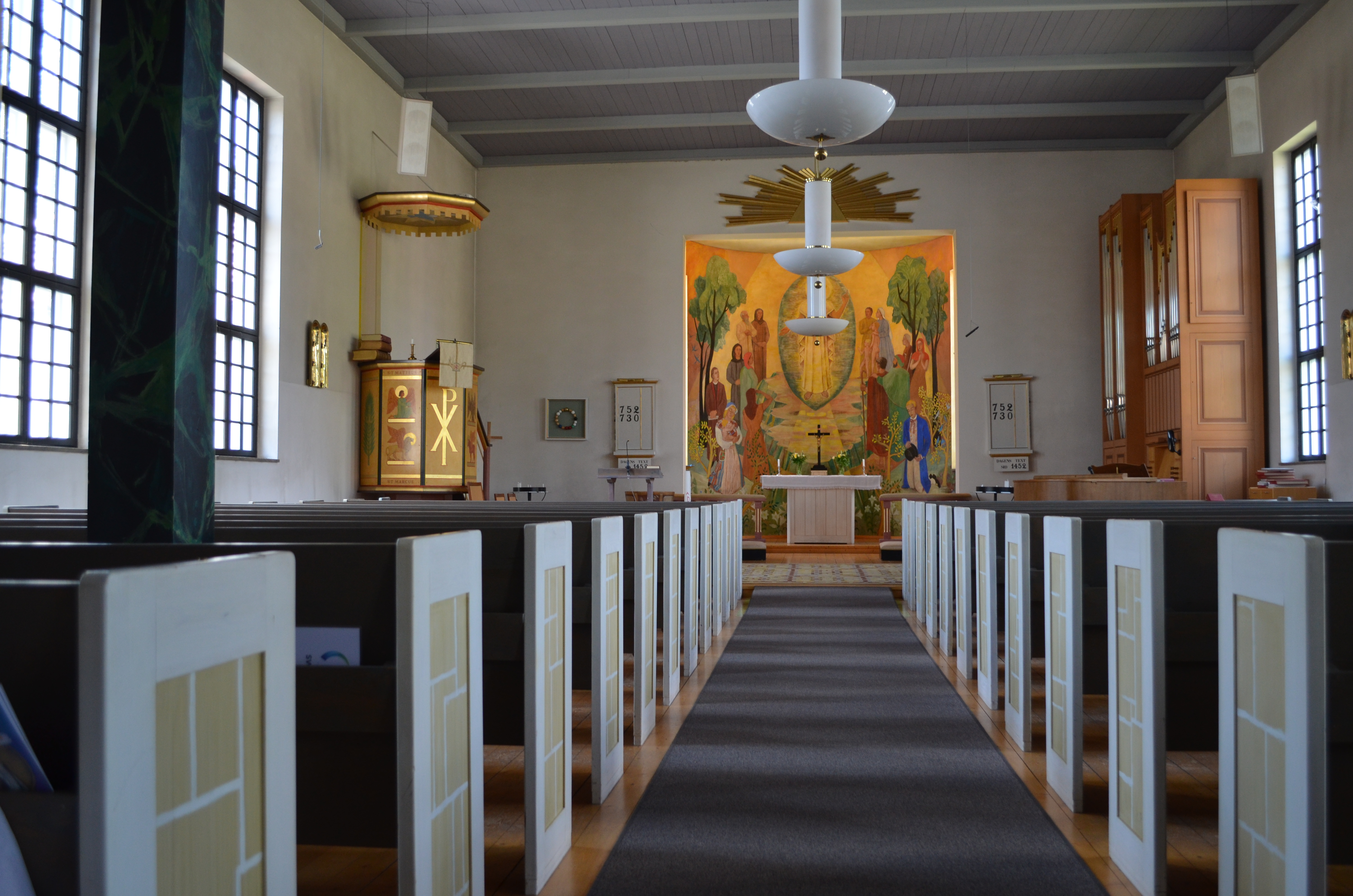
Skillingaryd kyrkas kyrkosal.
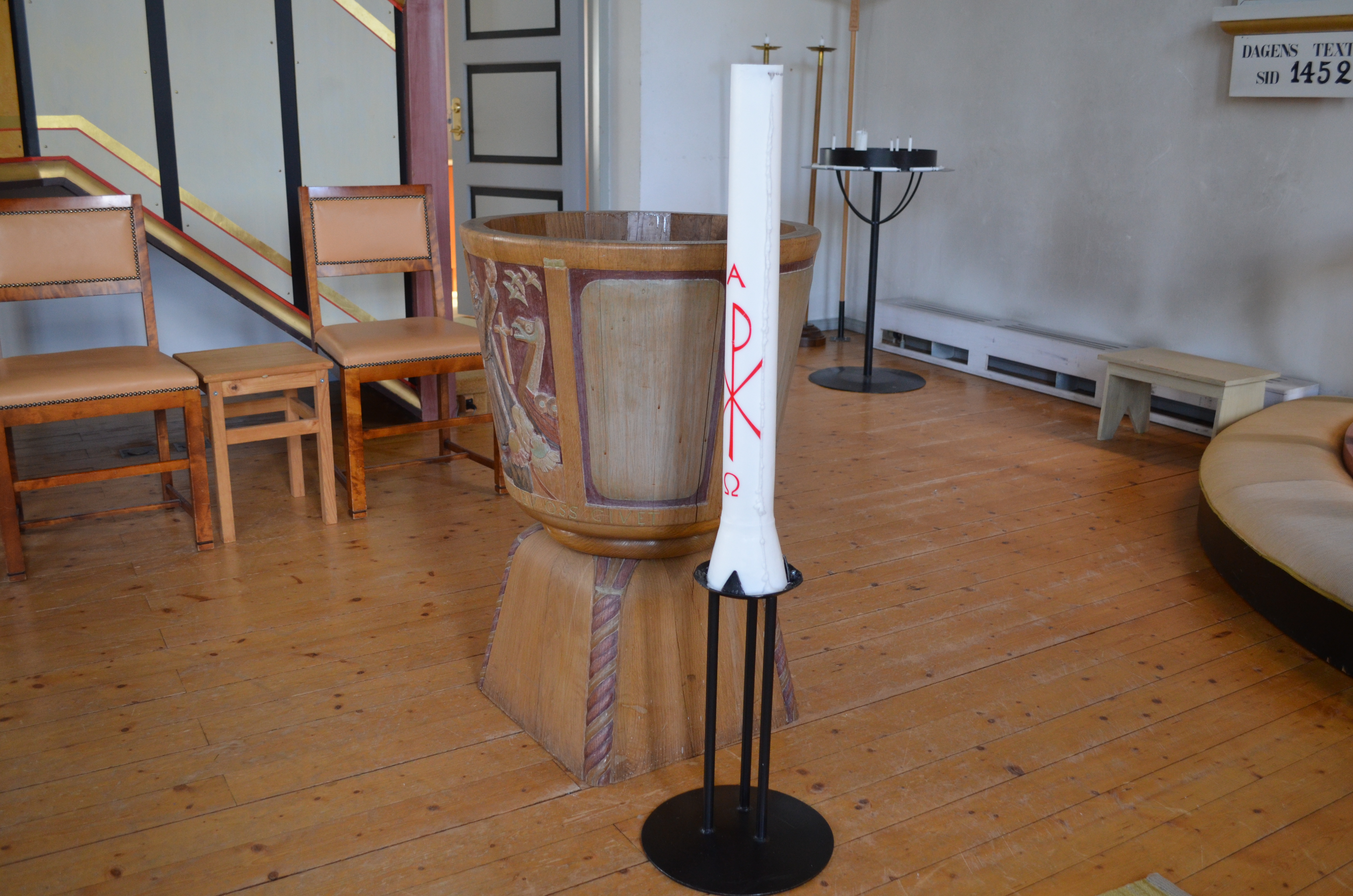
Skillingaryd kyrkas dopfunt.
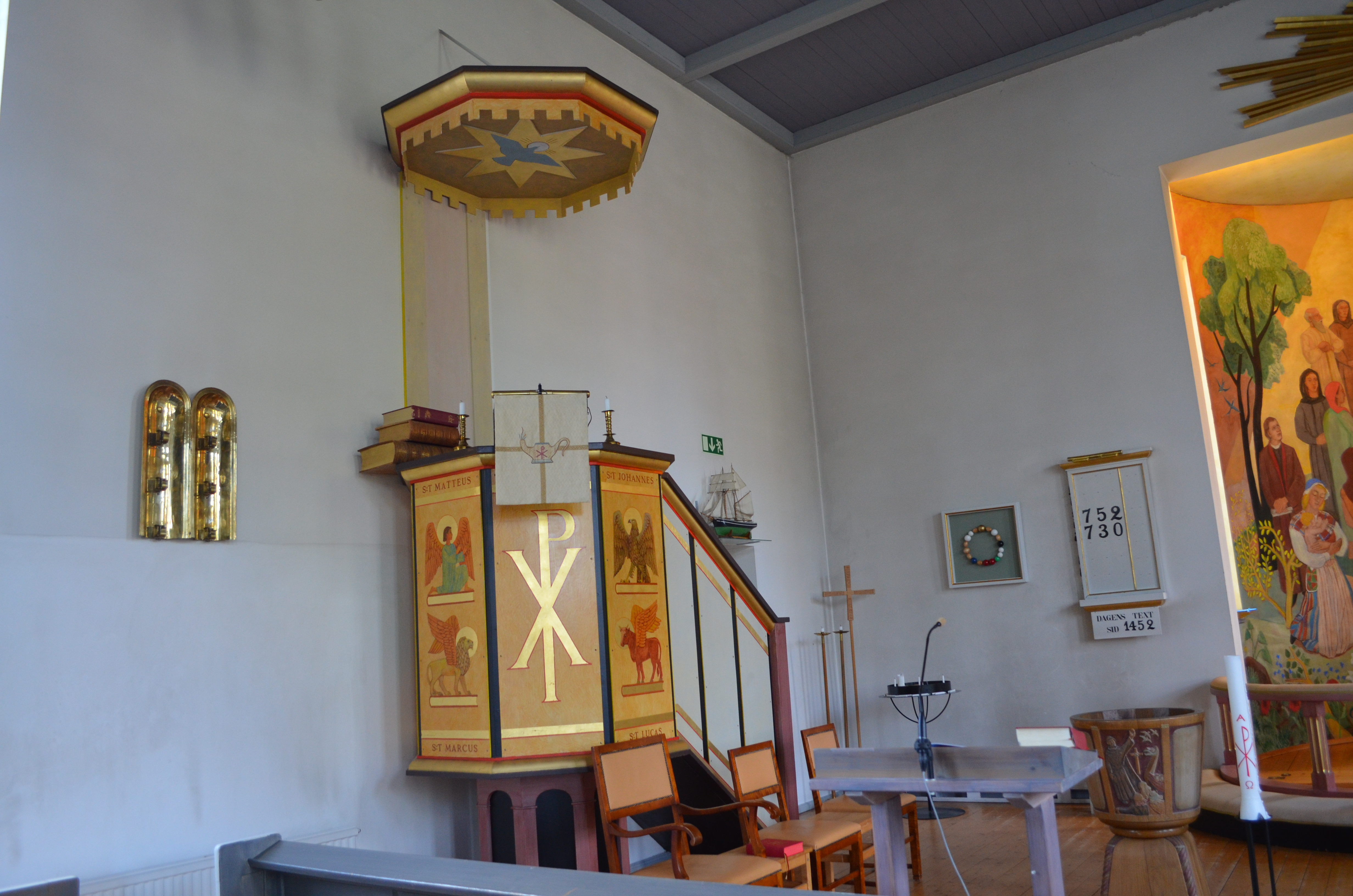
Skillingaryd kyrkas predikstol.